# Min Ko Naing

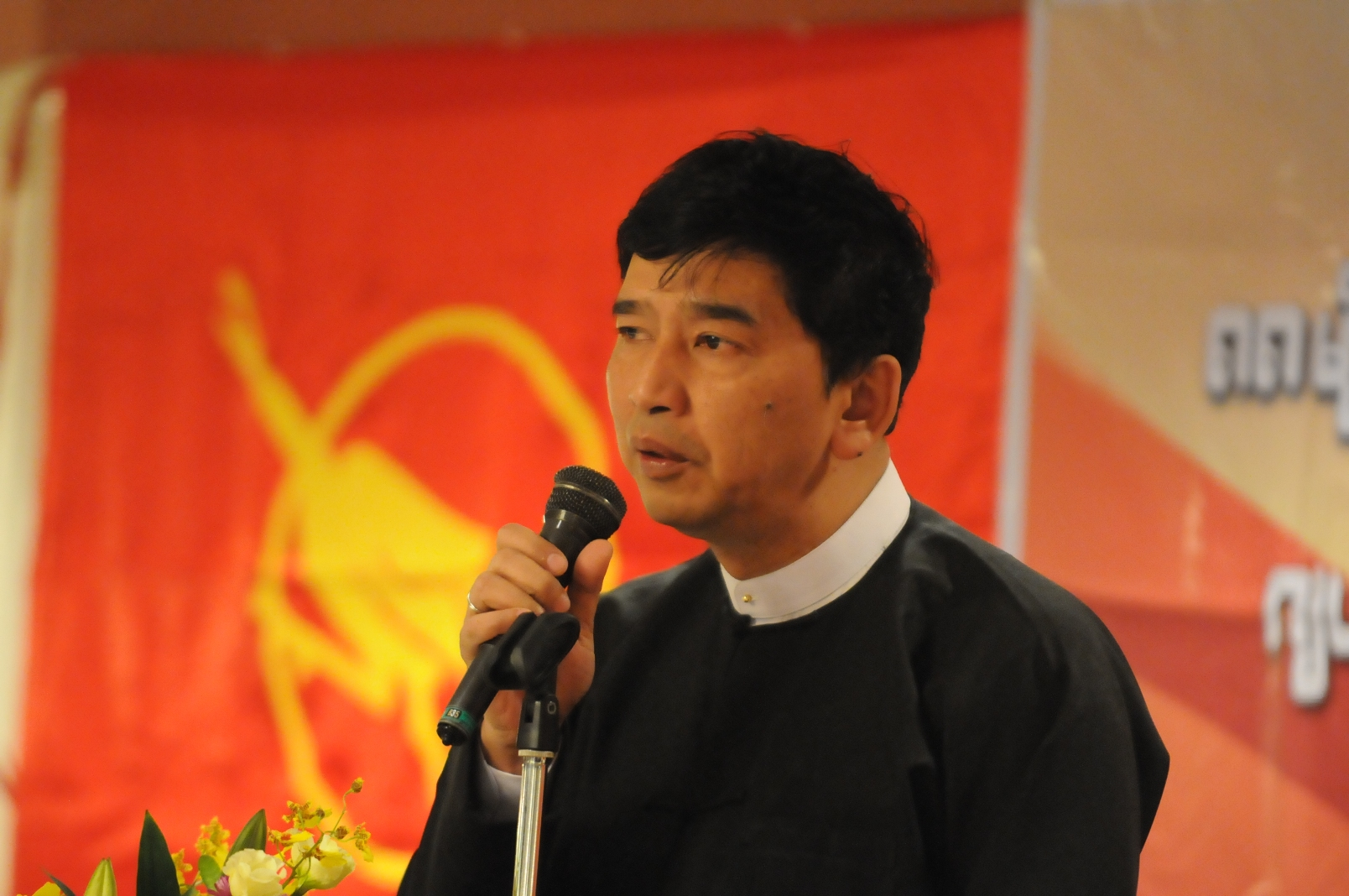
Min Ko Naing

Min Ko Naing, eigentlich Paw Oo Tun, (birmanisch မင်းကိုနိုင် bzw. ပေါ်ဦးထွန်း; * 18. Oktober 1962 in Rangun, Birma) ist ein myanmarischer Studentenführer.
Der damals 25-jährige Zoologiestudent Paw Oo Tun trat im März 1988 anlässlich der andauernden Unruhen im damaligen Birma, heute Myanmar, erstmals in Erscheinung.
Mit der Ausweitung der Unruhen, die im Gemetzel des 8. August 1988 ihren vorläufigen Höhepunkt fanden, stieg er unter dem Pseudonym Min Ko Naing ('Der Königsbezwinger') zum Anführer der Studenten in Rangun auf und gründete die All Burma Federation of Student Unions. Nach der Machtübernahme durch das State Law and Order Restoration Council (SLORC) unter General Saw Maung wurde Min Ko Naing am 23. März 1989 inhaftiert.
Erst am 18. November 2004 wurde er – 42-jährig – im Rahmen von Massenfreilassungen durch die Militärregierung wieder auf freien Fuß gesetzt. Er schloss sich mit weiteren Kommilitonen zur Bewegung der "Studenten der 88er-Generation" zusammen. Als diese zu Beginn der Demonstrationen in Myanmar im August 2007 einen Protestmarsch gegen die drastisch erhöhten Treibstoffpreise organisierte, wurden er und weitere Aktivisten, darunter auch Ko Ko Gyi, erneut festgenommen. Am 11. November 2008 verurteilte ein Sondergericht im Gefängnis von Maupin Min Ko Naing und weitere Anführer der Studentenbewegung zu 65 Jahren Haft. Im Januar 2012 wurde er mit fast 600 anderen politischen Gefangenen aus der Haft entlassen.

## Auszeichnungen
- 2000: Homo Homini Preis[5]
- 2009: Gwangju-Menschenrechtspreis